# Виктор-Харбор
Ви́ктор Ха́рбор (англ. Victor Harbor) — город в Южной Австралии.
Расположен на побережье полуострова Флоро в 80 км к югу от Аделаиды.
Город является самым крупным населенным пунктом полуострова.

## История
Первооткрыватель Мэтью Флиндерс прибыл в эти места на своем корабле «Investigator». Именно он дал название заливу Энкаунтер-Бей после того, как в устье реки Муррей он встретился с французским исследователем Николя Боденом, который также ходил в этих водах на корабле «Le Geographic».
В 1837 году в этих местах были основаны две китобойные станции, одна из которых располагалась в местечке Блафф (Розетта Хед), а другая — непосредственно напротив Гранитного острова. Китовый жир стал первым экспортным продуктом Южной Австралии.

## Экономика
Основными отраслями экономики города являются сельское хозяйство, рыболовство и различные отрасти производства. Кроме того, город является популярным туристическим направлением, поэтому его население в летние месяцы значительно увеличивается.